# Regió d'Oio
La regió d'Oio és una regió de Guinea Bissau, a la província de Norte. La seva capital és Farim. Limita al nord amb Senegal, a l'oest amb les regions de Cacheu, de Biombo i el sector autònom de Bissau, al sud amb la regió de Quinara (separada d'aquesta pel riu Geba) i a l'est amb la regió de Bafatá. Juntament amb la regió de Cacheu i Biombo forma la província de Norte. Altres ciutats importants de la regió són Nhacra, Mansoa, Bissora i Cumeré.
L'extensió de territori d'aquesta regió abasta una superfície de 5.404 quilòmetres quadrats, mentre que la població es compon d'uns 224.664 residents (xifres del cens de l'any 2009). La densitat poblacional és de 41,58 habitants per quilòmetre quadrat.
El riu Canjambari flueix pel nord d'aquesta zona. Un dels punts més elevats a Oio és el Tambandinto, amb una altitud de 70 msnm.

## Sectors

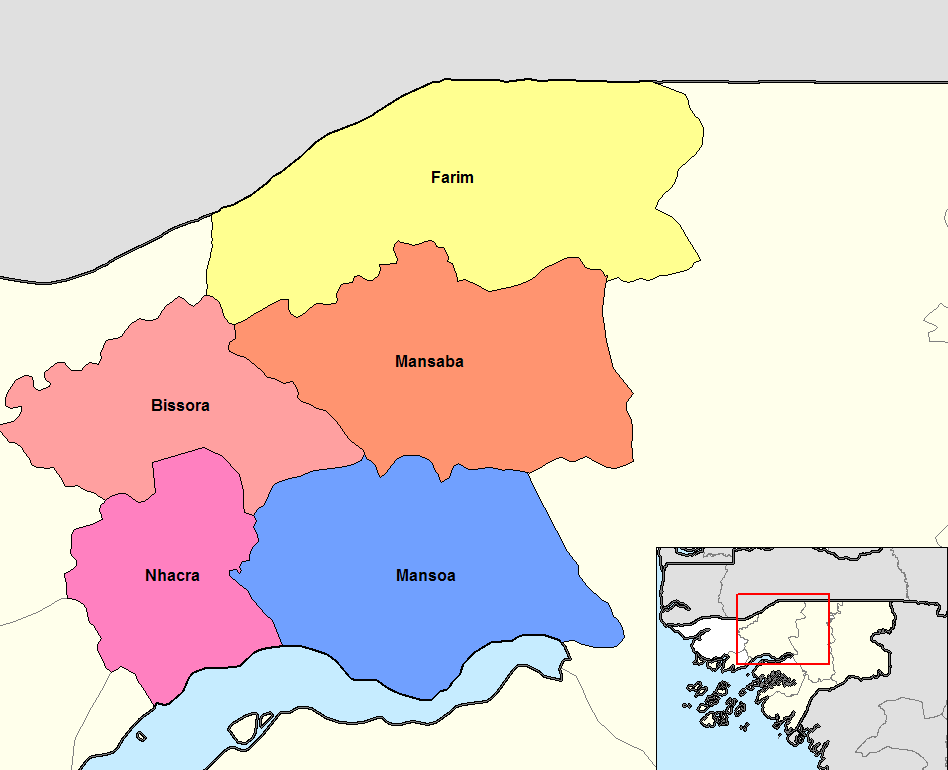
Sectors d'Oio

La regió de Oio està dividida en 5 sectors: 
- Bissorã
- Farim
- Mansabá
- Mansôa
- Nhacra